# Ajoene
L'ajoene è un composto chimico derivato nell'aglio isolato per la prima volta in laboratorio nel 1984.

## Caratteristiche strutturali e fisiche
Si tratta di un disolfuro insaturo derivato da una reazione chimica che coinvolge due molecole di allicina, un composto solfossido che conferisce all'aglio l'odore e il sapore caratteristici e che viene prodotto dopo lo schiacciamento o la fine tritatura degli spicchi. La conseguente formazione di ajoene avviene quando l'allicina si dissolve in vari solventi, tra cui oli alimentari. L'ajoene che si forma nel macerato di aglio è più stabile e abbondante.

## Potenziale uso in medicina
Studi scientifici hanno dimostrato per l'ajoene numerose proprietà che potrebbero giustificarne l'uso in medicina. Può agire come antiossidante, inibendo il rilascio di superossidi, come antitrombotico e come antivirale, in particolar modo contro Vaccinia, Herpes simplex, Rhinovirus, virus parainfluenzali umani e il virus della stomatite vescicolare. Nell'infezione da HIV pare bloccare i processi virali dipendenti dalle integrine. L'ajoene ha dimostrato anche attività antibatteriche e antifungine, in particolare nell'infezione da Candida albicans e da Tinea pedis. È stato studiato inoltre come farmaco da utilizzare nel trattamento della leucemia mieloide acuta, mentre parrebbe ridurre le dimensioni tumorali nel carcinoma basocellulare inducendo apoptosi e inibendo in generale la crescita dei tumori agendo sui microtubuli del citoscheletro e mediante altri meccanismi. Nel 2012 è stato dimostrato che l'ajoene inibisce i geni controllati mediante il sistema del quorum sensing.